# Прилепски партизански одред Гоце Делчев
Прилепски народноослободилачки партизански (НОП) одред „Гоце Делчев“ био је први партизански одред у Македонији, основан 11. октобра 1941. године у месту Црвене Стене код Прилепа. При формирању, у његов је састав ушло 39 бораца из Прилепа.

## Борбени пут одреда
Дана 11. октобра 16 бораца из одреда, подељених у три групе, у Прилепу су извршили напад на бугарску полицијску станицу. При нападу је погинуо један стражар, а у затвору су се налазили политички затвореници. Овај дан се после рата слави као Дан устанка народа Македоније. Следећи дан, бугарске власти су ухапсиле 700 грађана Прилепа, укључујући неколико бораца из одреда. Дана 15. октобра, код села Попова Нива на Селечкој планини, одреду су се прикључили борци Прилепске партизанске чете.
Напад одреда на село Царевић извршен је 8. новембра 1941. године, због чега је одред претходне ноћи напустио логор, да би ујутру стигао у село. Распоред напада направио је Киро Крстески, јер је добро познавао село. За напад је одред формирао четири групе, а пре напада упућена је извиђачка патрола да испита ситуацију у селу, односно да види да ли има непријатељских војника, полицајаца, квислинга и чиновника. Одред је заузео борбени ред, блокирао село и затворио све прилазе, а извиђачка патрола поднела је извештај да су сељани у цркви на богослужењу. Тада су нападне групе (водови) са четири стране истовремено ушле у село, ухвативши кмета у његовој кући и разоружавши пољску стражу. Након успешно изведене акције одреда, био је одржан први партизански митинг у окупираној Македонији. После тога одржана је народна светковина, играло се усред села и певале се песме. У овој акцији ухваћена су два бугарска полицајца, комисија за реквизицију жита у селу и председник општине Плетвар, уништени су житни спискови, а жито је враћено мештанима. Након одржаног митинга и одласка одреда у базу, одређен је нови командант одреда, Киро Крстевски, јер је за команданта месног војног штаба постављен дотадашњи командант Ђоре Велковски.
Због отежаног дејствовања у зимским условима, одред је расформиран на планини Козјак, 25. децембра 1941. године, а његови борци распоређени на илегално деловање у Прилепу, Битољу, Преспи, Скопљу и Кавадарцима.

## Борци одреда
Одред је био формиран у следећем саставу:
- Борко Талески
- Трајко Бошкоски - Тарцан
- Мице Димески
- Мице Козароски
- Јордан Чопела
- Крсте Црвенковски
- Перо Крстески - Даскалот
- Димо Димоски - Наредникот
- Аспарух Јосифовски
- Блаже Спиркоски
- Драган Спиркоски
- Коле Чашуле
- Борко Јованоски
- Душко Наумоски
- Ордан Михајлоски - Оцка
- Волче Наумчески
- Киро Базеркоски
- Димо Димески - Ећија
- Венда Темелкоска
- Благоја Јанески
- Јонче Јанески
- Гога Комнески
- Никола Попоски
- Благоја Попоски
- Благоја Корубин
- Борка Петрески
- Киро Ћососки
- Душан Ристески
- Павлина Пирганоска
- Пецо Стојаноски
- Гиго Менкароски
- Даница Оровчанец
- Милан Димоски
- Орде Паноски
- Трајко Конески - Снагата
- Васка Крстеска - Луња
- Данчо Стојчески
- Мендо Бошкоски

Одреду су се накнадно прикључили:
- Борко Велевски
- Ђоре Велкоски
- Јоска Јорданоски - Сандански
- Лазо Колевски - Лавски
- Мара Јосифоска
- Гојко Секулоски
- Ленче Секулоска
- Ђоре Ђорески
- Стеван Саздоски - Белабогрјоца
- Стеван Иваноски - Абакот
- Спасе Темелкоски
- Цветан Павлоски - Џгуре
- Јонче Јаничоски - Јанич